# Mus famulus
Mus famulus är en däggdjursart som beskrevs av Bonhote 1898. Mus famulus ingår i släktet Mus och familjen råttdjur. Inga underarter finns listade i Catalogue of Life.
Denna mus blir utan svans 90 till 100 mm lång, svanslängden är 71 till 94 mm och vikten varierar mellan 22 och 30 g. På ovansidan finns mellanbrun päls och undersidan är ljusbrun. Bakfötterna har en mörkbrun färg.
Arten förekommer i två mindre regioner i sydvästra Indien. Området ligger 1540 till 2400 meter över havet. Gnagaren vistas i städsegröna bergsskogar och i gräsmarker.
Beståndet hotas av landskapsförändringar. Delar av utbredningsområdet som ungefär är 3900 km² stort är skyddszon. IUCN kategoriserar arten globalt som starkt hotad.